# André Durville
André Durville (1896-1979) foi um médico da França iniciador, juntamente com seu irmão Gaston Durville, do nudismo.

## Biografia
André Durville é o filho do ocultista Hector Durville. Em 1924 ele defendeu sua tese sobre "l’action de la pensée sur les phénomènes de nutrition cellulaire" (A ação do pensamento sobre fenômenos da nutrição celular). Com seu irmão Gaston, fundou o  Naturist Society ", em 1927. Em seguida, ambos criam o campo naturista Physiopolis na Ilha Platais em Villennes-sur-Seine (Paris), em 1928,  e a de Heliópolis, em 1930, sobre a Île du Levant (um dos ilhas Hyères).

## Obras
- La cuisine saine Juntamente com Gaston Durville.

- L’art d'être heureux Juntamente com Gaston Durville.

- La cure mentale Juntamente com Gaston Durville

- Le Kybalion